# ギジェルモ・アリアガ
ギジェルモ・アリアガ（スペイン語: Guillermo Arriaga, 1958年3月13日 - ）は、メキシコ出身の脚本家・作家・映画監督・プロデューサーである。

## 略歴
メキシコシティで生まれ、最も治安の悪い地区に育つ。13歳の時、喧嘩の傷が元で嗅覚を失う。このような環境下での経験がその後の彼の作品に影響を与えているとされる。脚本家になる前はボクサーやバスケットボール選手、サッカー選手などをしていたという。その後、イベロアメリカーナ大学で心理学を学ぶ。
イベロアメリカーナ大学で教鞭を取っている時、映画監督のアレハンドロ・ゴンサレス・イニャリトゥで出会う。2000年に彼の長編映画デビュー作となる『アモーレス・ペロス』の脚本を担当し、プロデューサーも務めた。本作は第53回カンヌ国際映画祭の批評家週間部門、第13回東京国際映画祭でグランプリを受賞。この成功を受け、イニャリトゥは次作『21グラム』（2003年）をアメリカで製作。アリアガは本作でも脚本とプロデューサーを兼任した。
2005年、俳優トミー・リー・ジョーンズが監督を務めた『メルキアデス・エストラーダの3度の埋葬』の脚本を担当。本作は第58回カンヌ国際映画祭で脚本賞を受賞。アリアガは本作に俳優として出演もしている。
2006年、脚本を担当した『バベル』が第59回カンヌ国際映画祭のコンペティション部門で上映され、イニャリトゥが監督賞を受賞した。
2007年、アリアガの小説をホルヘ・エルナンデス・アルダナが映画化した『夜のバッファロー』が公開。アリアガは脚本と制作を担当した。
2008年、自身初の長編映画『あの日、欲望の大地で』を監督。第65回ヴェネツィア国際映画祭のコンペティション部門に出品され、出演したジェニファー・ローレンスにマルチェロ・マストロヤンニ賞（新人俳優賞）をもたらす。アリアガはローレンスを「メリル・ストリープの再来」と称した。本作は翌年9月に全米で、同年に日本でも劇場公開された。

## 主な作品

### 脚本
- アモーレス・ペロス Amores perros (2000)
- 21グラム 21 Grams (2003)
- メルキアデス・エストラーダの3度の埋葬 The Three Burials of Melquiades Estrada (2005)
- バベル Babel (2006)
- 夜のバッファロー  El Búfalo de la Noche (2007)

### 監督
- あの日、欲望の大地で The Burning Plain (2009)